# Gonospermum canariense
Gonospermum canariense es una especie de planta fanerógamas perteneciente a la familia Asteraceae, nativa de las Islas Canarias.

## Descripción
Gonospermum canariense es un endemismo de las islas más occidentales, que se diferencia del resto de especies del género por ser un arbusto de hasta 2,5 m, con capítulos de hasta 3 mm de diámetro, dispuestos en corimbos densos o laxos y hojas pinnatisectas o bipinnatisectas, con pinnas enteras, dentadas o pinnatipartidas. 

## Distribución y hábitat
Esta especie se incluye en el Catálogo de Especies  Amenazadas de Canarias, como de interés especial, en las islas de El Hierro y  La Palma, bajo la denominación de Gonospermum elegans.

## Taxonomía
Gonospermum canariense fue descrita por Christian Friedrich Lessing y publicado en Syn. Gen. Compos. 263. 1832
Etimología
Gonospermum: procede del griego γωνία (gonía), que significa "esquina" y sperma, que significa "semilla", aludiendo a los nervios que aparecen en los frutos.
canariense: del archipiélago canario, en su sentido más amplio.
Sinonimia
- Achillea arborea Hornem.
- Gonospermum elegans (Cass.) DC.
- Hymenolepis canariensis (DC.) Sch.Bip.
- Hymenolepis elegans Cass.
- Tanacetum canariense DC.[2]

## Nombres comunes
Se conoce como "faro herreño o faro palmero".